# Zújar
Zújar er en by og kommune i det sydøstlige Spanien i provinsen Granada. Den har et indbyggertal på 2.623 (2024) indbyggere.